# Last Mermaid...
「Last Mermaid...」（ラストマーメイド）は、Hey! Say! JUMPの楽曲。27作目のシングルとして、2020年7月1日にジェイ・ストームから発売。

## 概要
- 前作「I am/Muah Muah」から約4ヶ月ぶりのシングルとなる。

- 初回限定盤1・2、通常盤の3種類で発売となり、それぞれ収録曲・ジャケット写真ともに異なる。

- 表題曲は、メンバーの伊野尾慧出演 テレビ朝日系金曜ナイトドラマ『家政夫のミタゾノ 第4シリーズ』の主題歌である。

- 本作は、2019年に発売されたDVDシングル「愛だけがすべて -What do you want?-」の初回限定盤2に収録されている「Bloom」に引き続き、主演の松岡昌宏(TOKIO)が作詞・作曲を手掛けており、(ただし、名義はドラマの役名・三田園薫の「Kaoru」)人魚姫をモチーフとしている。

- 初回限定盤1には、表題曲のビデオクリップ+メイキング映像とカップリング曲「Love me PLZ」を収録。

- 初回限定盤2には、カップリング曲「Stupid」と、それを収録したビデオクリップ（Single Version＜本人映像エディション＞）に加え、Recording short documentaryを収録した特典DVDを付属。

- 通常盤には、カップリング曲「U」と、クリエイターギルドバンド 月蝕會議が作詞・作曲・編曲した「言葉はいらない」に加え、オリジナル・カラオケ3曲を収録。

- 通常盤に封入されているユーザーコードを2020年7月5日(日)まで特設サイトに入力すると、壁紙全9種(メンバーソロ8種+集合1種)のうち、1種がダウンロードできた。

## その他
- 初回限定盤2に収録されているカップリング曲「Stupid」は、インターネット動画配信サイト「GYAO!」で、「Stupid Promotion Video」と題し、2020年5月7日(木) 00:00 〜 2020年6月30日(火) 23:59まで期間限定で配信された。(メンバー全員は出演しておらず、今作に収録しているバ－ジョンとは違う)[1]

## 先着特典

### 通常盤
1. かせいぷぅ・ステッカー〜痛み入りまぷぅ〜

## 封入特典

### 初回限定盤1・2
1. 16P歌詞ブックレット

### 通常盤
1. 3面6P歌詞ブックレット

## 収録曲

### CD

#### 通常盤
1. Last Mermaid...［4:35］
作詞・作曲：Kaoru、編曲：佐々木博史
  - 伊野尾慧出演 テレビ朝日系金曜ナイトドラマ『家政夫のミタゾノ』主題歌
2. U［4:48］
作詞：辻村有記、作曲・編曲：辻村有記・A-bee
3. 言葉はいらない［6:40］
作詞・作曲・編曲：月蝕會議
4. Last Mermaid...（オリジナル・カラオケ）
5. U（オリジナル・カラオケ）
6. 言葉はいらない（オリジナル・カラオケ）

#### 初回限定盤1
1. Last Mermaid...
2. Love me PLZ［3:45］
作詞・作曲：Takuya Harada、MiNE、編曲：遠藤ナオキ

#### 初回限定盤2
1. Last Mermaid...
2. Stupid［3:27］
作詞：辻村有記、作曲・編曲：辻村有記・伊藤賢

### DVD

#### 初回限定盤1
1. 「Last Mermaid...」ビデオ・クリップ+メイキング

#### 初回限定盤2
1. 「Stupid」ビデオ・クリップ（Single Version＜本人映像エディション＞）
2. Recording shot documentary（レコーディングの裏側を追った約10分のショートショートドキュメンタリー）